# خروسس
خروسس (به یونانی: Χρύσης)، در اسطوره‌های یونان، کاهن معبد آپولون در تروا است.
پس از آن‌که یونانیان معبد آپولون را گرفتند، آگاممنون خروسئیس را ربود. خروسس به آپولون شکایت کرد و آپولون یونانیان را به طاعون مبتلا کرد. پس از نه روز آگاممنون راضی شد که خروسئیس را پس بدهد.